# Hrádek (okres Klatovy)
Obec Hrádek (německy Hradek, v letech 1939–1945 Bürgel) se nachází v okrese Klatovy, kraj Plzeňský. Leží v podhůří Šumavy, přibližně pět kilometrů od města Sušice. Nachází se v nadmořské výšce přes 500 m nad mořem, nejvyšším vrcholem v okolí je Svatobor (845 m), na jehož vrcholu se nachází rozhledna. Žije zde přibližně 1 400 obyvatel.
Sousedními obcemi sídla jsou Kolinec, Mokrosuky, Nalžovské Hory, Petrovice u Sušice, Sušice, Budětice a Dobršín.

## Historie
První písemná zmínka o vesnici pochází z roku 1298.

### Kronika obce
Kronika obce Hrádek byla založena v roce 1929. Jejím prvním pisatelem byl učitel Josef Kadlec, který byl do této funkce zvolen 18. ledna 1929. Zasloužil se o sepsání nejvýznamnějších událostí, který se obce týkaly mezi lety 1918 až 1939. Poté došlo k přerušení tradice ročních zápisů, na které se navázalo v roce 1987. Byla zpětně dopsána doba od posledního zápisu Josefa Kadlece do konce 70. let. Kronikářkou v této době byla paní Stanislava Saxlová, Hrádek 81, její pomocnicí pak Dana Žitníková, Hrádek 180. Mezi lety 1997 a 2001 do kroniky přispívala paní Miluše Šmídová, Hrádek 165. Od 1. března 2002 je kronikářem obce Čeněk Šebesta, Hrádek 95.

## Části obce
- Čejkovy
- Čermná
- Kašovice (včetně osady Puchverk)
- Odolenov
- Tedražice
- Zbynice

## Doprava
Vesnicí vedou silnice II/187 a železniční trať Horažďovice předměstí – Domažlice, na které se nachází stanice Hrádek u Sušice.

## Společnost
- Obecní úřad Hrádek u Sušice
- Základní a Mateřská škola Hrádek
- Knihovna Hrádek
- Spolky: Tělovýchovná jednota, ochotnické divadlo, Sbor dobrovolných hasičů

## Pamětihodnosti
- Zámek Hrádek
- Kostel sv. Vavřince na Zdouni
- Rozhledna Svatobor – Zalesněný vrch nad Sušicí, 845 m n. m. Rozhledna s nádherným výhledem a turistickou chatou.
- Přírodní park Buděticko – Území parku se rozkládá mezi městem Sušice, obcemi Žichovice, Bojanovice, Vlkonice, Otěšín, Čejkovy, Zbynice a Hrádek u Sušice.
- Přírodní rezervace Zbynické rybníky – Významná lokalita sloužící jako hnízdiště vodního ptactva s hojným výskytem obojživelníků a plazů.
- Socha svatého Vincence před zámkem
- Socha svatého Jana Nepomuckého
- Vodní mlýn
- Kříž

## Galerie

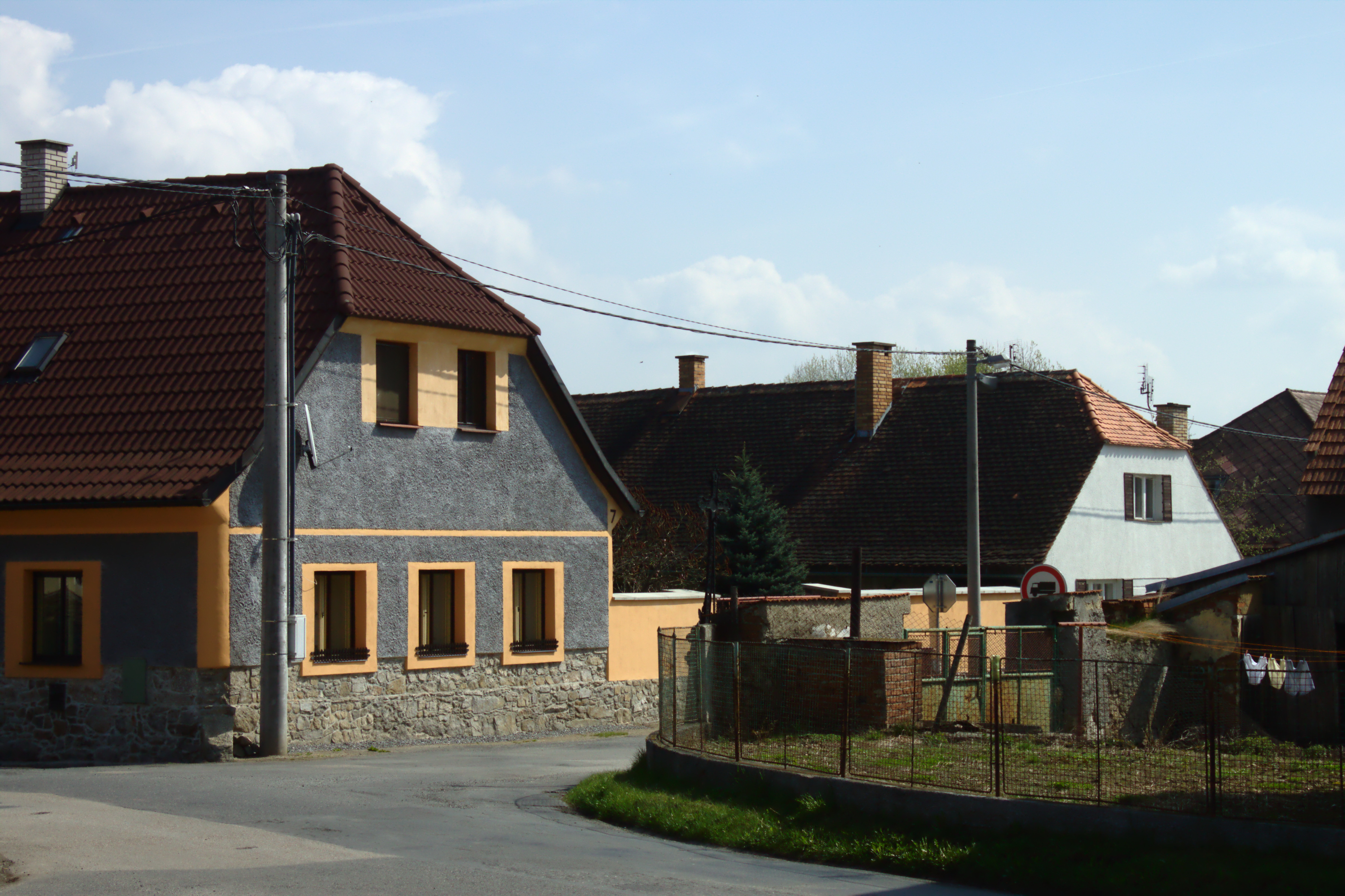
Domy v Hrádku
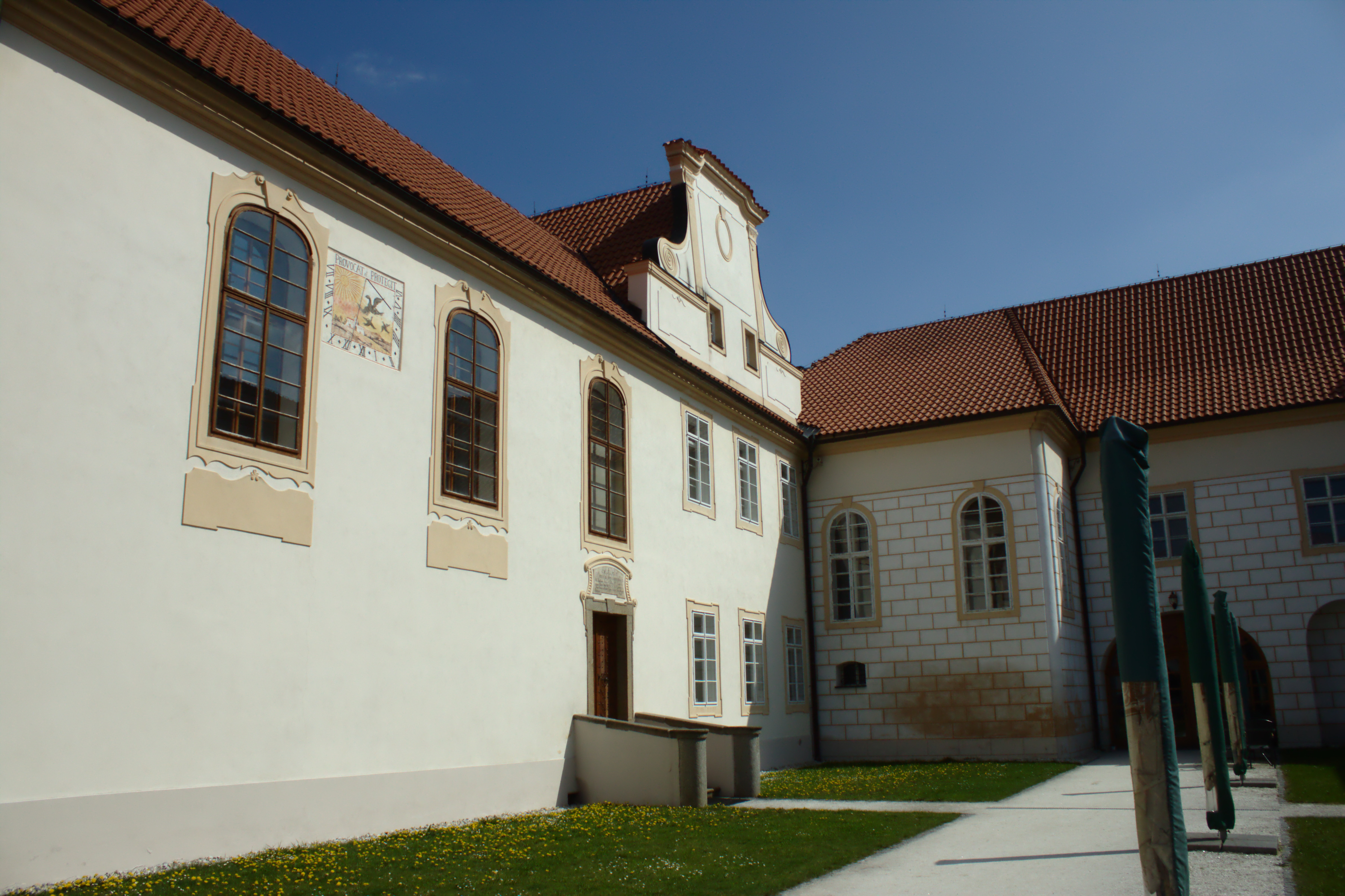
Nádvoří zámku
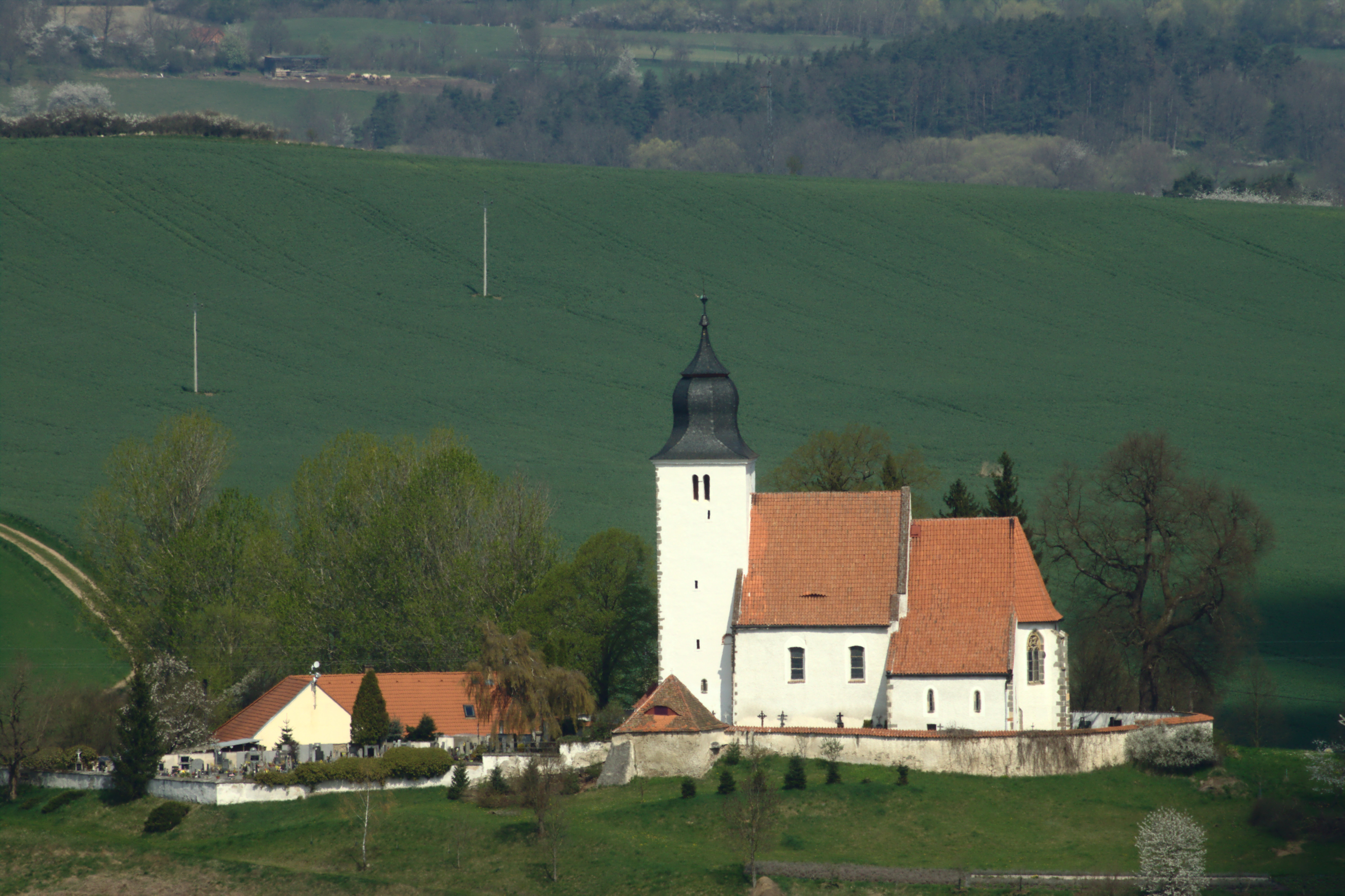
Pohled na kostel sv. Vavřince